# سكوت مككولوك
سكوت مككولوك (بالإنجليزية: Scott McCulloch)‏ (29 نوفمبر 1975 في المملكة المتحدة - ) هو لاعب كرة قدم بريطاني في مركز الدفاع. لعب مع دندي يونايتد ودونفرملين أثلتيك وكارديف سيتي ونادي بارتيك ثيسل ونادي بريتشين سيتي ونادي رينجرز وهاميلتون أكاديميكال ونادي ستنهاوسموير ونادي أردريونيانز وفورفار أثلتيك ‏ ونادي آير يونايتد.

## وصلات خارجية
- سكوت مككولوك على موقع قاعدة بيانات كرة القدم.إي يو (الإنجليزية)
- سكوت مككولوك على موقع Soccerbase.com (لاعب) (الإنجليزية)